# مقاربات في فلسفة اللغة

## مقاربات فيفلسفةاللغة
دائما ما يفكر الإنسان في فكرة الوجود ويسعى لفهم الكينونة. لكن لا نصل إلى هذا المبتغى إلا إذا فهمنا الفاعل فيه، أي (الكائن)، ولفهمه لا بد من تشريحه وتحليله للفوز ببعض معانيه المستترة عبر اللجوء إلى فك رموزه، أي (اللغة).
اللغة من أهم الوسائل وتعتبر أيضاً أساسية لفهم الكائن وستكون هي ذاتها أداة عدم فهمنا له، لأن أقصى ما ستقدمه لنا هو مجموعة أوصاف تضمر أكثر مما تُوحي.  اللغة هي الوسط الكلي الذي تنبسط في كل تجربة تتعلق بالمعنى، وهي (لغة العقل ذاته)، وبالتالي، فالوسيط بين اللغة والفهم هو الإجراء التأويلي.

### تجليات علاقةِ اللفظ بالمعنىٰ في الفكرِ اليوناني من خطاب البُنيةِ إلى بُنيةِ الخطاب هناك علاقة تربط المنطق باللغة.
كان أساس ارتباط المنطق باللغة قد أخذ من أُسس قيم الحضارة اليونانية التي تظهر معالم التواصلِ المؤسَسِ على القيم والتي مازالت تترك للإنسان من وسائل وآليات للمعرفة ومسائل للجدل إلا وخاض فيها العقل اليوناني، وهذا يظهر قداسة وثقل الخطاب العقلاني الذي حملته تلك الحضارة.
يؤكد الباحثون أن العلاقة بين اللغة والقواعد المنطقية القديمة قدمَتْ الفكر الإنساني خاصة عندما يكون الحديث عن اللغة الطبيعية والتي خاض فيها الفلاسفة منذ القدم على اختلاف مذاهبهم ونزعاتهم. إن هذا الترابط بين المفهومين، راجع إلى جذور مصطلح منطق أو "لوغوس" LOGOS، والذي يعني الخطاب أو بنية القول أو اللغة. هذه الأخيرة هي أداة جوهرية للتعبير عن ما أنتجه العقل من أحكام ومفاهيم وتصورات وقضايا.
لنبدأ بأول الدراسات في هذا الشأن، من خلال ما ميز البُنية اللغوية للخطابِ الفلسفي في الفكر اليوناني والتي رسمت معالمها المدرسة السفسطائية إلى نهاية التقعيد المنطقي للغة في الفكر اليوناني مع الحكيم "أرسطو طاليس". لينتهي الجزء الأول من هذه الدراسة التحليلية، حيث تم مزج الجانب اللغوي (النزعة اللغوية) مع الجانب المنطقي (النزعة المنطقية).

## النوع الأول:التأثير اللغوي في بناء منطق سلطة الخطاب السفسطائي:

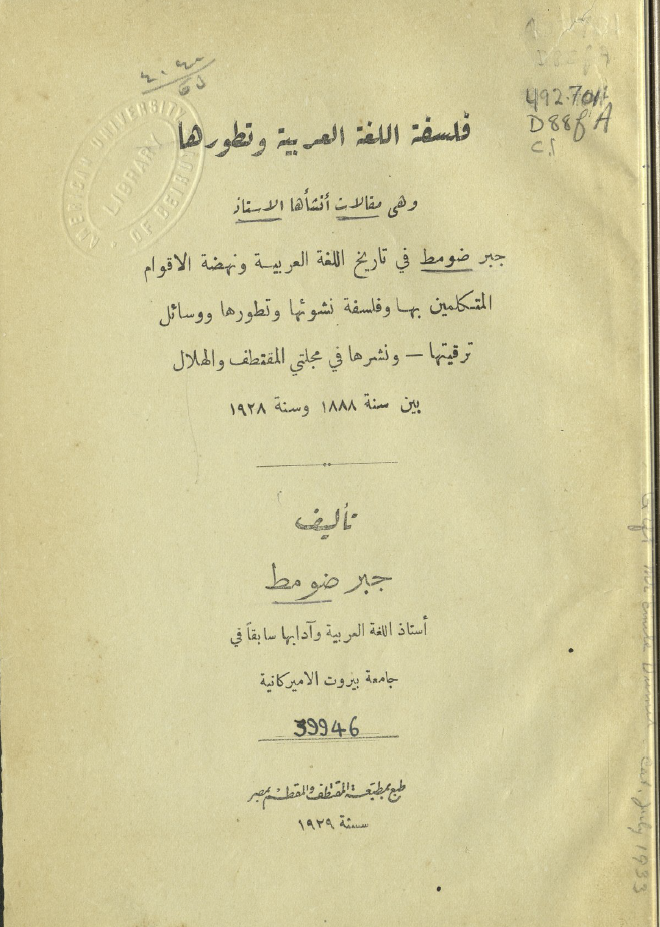
فلسفة اللغة العربية وتطورها

قبل أن نتحدث عن هذه الفكرة، يجدر بنا تقديم تعريف بسيط لمفهوم الفلسفة السفسطائية، قبل الخوض في تقديم الخطوط العريضة لها وأهم الأفكار التي تنبني عليها.
قد يتحاور اثنان، فيجيب أحدهما على الآخر قائلا: ما هذه السفسطة؟ هذا هو التعبير الشائع عند العامة حين يواجهون منطقا غير مفهوم أو منطقاً مخالفاً لرأيهم، وكأن السفسطة تعني الكلام غير المعقول أو الخطاب الغير مفهوم. فهل فعلا هذه هي حقيقة السفسطائية؟ وما هي ظروف نشأة هذا الاتجاه الفلسفي؟ وأين تتجلى مكانتها الفكرية وحكمتها؟
إن التطور العظيم في الفلسفة اليونانية، اتخذ شكلا له في السفسطائيين، معلمي الحكمة المتجولين والطوافين، الذين وجهوا اهتمامهم إلى طبيعتهم وأفكارهم، بدلا من توجيهه إلى عالم الأشياء. إنهم أهل البراعة والحذق ونخص منهم بالذكر "جورجياس"و"هيبياس"و"بروتاغوراس"، ومن النادر أن تجد مشكلة أو حلا في فلسفتنا الحالية، لم يتحققوا منه أو يتناوله بالبحث. لقد وجهوا أسئلة عن كل شيء ووقفوا بلا وجل أمام الحرمات الدينية والسياسية، و أخضعوا كل عقيدة ونظام مذهب للعقل.
إن السفسطائيين وجهوا اهتمامهم إلى البحث في الطبيعة والأفكار. ولعبوا دورا مهماً في مجتمعهم ويذكرهم التاريخ أنهم تبنوا مشاكل المجتمع، فقد كانوا مثقفين بارعين و منخرطين في مشاكل المجتمع، وهذا يظهر من خلال خطبهم الموجهة إلى عامة الناس. فقد كانت لهم أهداف تتمثل في إقامة مجتمع عادل والانخراط في الأماكن العمومية من معابد وأسواق، وهذا جعل الناس ينبهرون بهذه الفلسفة.
أقبل الناس على السفسطائية إقبالاً مهماً بسبب احتكاكها بالمشاغل اليومية للناس. الحاجة الاجتماعية والسياسية ولدت الفكر السفسطائي، حيث أمنت الديمقراطية في المجتمع اليوناني، مشاركة المواطنين الأحرار في السياسة، وكان عليهم أن يكتسبوا التربية السياسية اللازمة لحسن الاختيار والدفاع عن مصالحهم وبالتالي حكم أنفسهم بأنفسهم. كما أن الدفاع عن المصالح في زمن حُرمت الأصول القضائية في اللجوء إلى المحامين، حتم على المواطن امتلاك فن الإقناع والنقاش ومنطق الجدل والفصاحة والخطابة، فمال المواطن إليهم باعتبارهم (أي السفسطائيون) معلمو حكمة بارعين، يلقنونها للناس ويساعدونهم على امتلاكها. عبر "بروتاغوراس" عن آراء السفسطائيين وأفكارهم في كتاب له سماه "الحقيقة”، حيث يقول في بدايته: "إن الإنسان معيار أو مقياس الأشياء جميعا".
هذه المقولة اعتبرت بمثابة ثورة على المفاهيم القديمة التي كانت تعتبر الحكم مقتصرة على الالهة فقط مما يجعلها مطلقة. فالحقيقة عند السفسطائيين نسبية مرتبطة بالإنسان، فالإنسان الفرد هو معيار الحقيقة، بالنسبة لهم إن قال الإنسان عن شيء موجود فهو موجود بالنسبة له، وإن قال عنه أنه غير موجود فهو كذلك بالنسبة له أيضاً. هذا من الناحية المعرفية، أما من الناحية الأخلاقية فالخير والشر هما قيمتان ذاتيتان مرتبطتين بالفرد، وهذا إقرار على نسبية الفضيلة واختلافها من شخص لآخر.
كان لكل تلك الآراء المعرفية والأخلاقية الجريئة التي تميز بها الفكر السفسطائي نتائجها على الصعيدين السياسي والاجتماعي، حيث ميز "بروتاغوراس" بين نوعين من الموجودات هما: الموجود بالطبيعة (Physis) والموجود بالاتفاق (Nomos)، أي الموجود باتفاق البشر ومن صنعهم، وهو يضع بناء على ذلك نظرية جديدة في أصل الحضارة الإنسانية، عمادها أن الإنسان هو صانع حضارة ، فبالعلم والخبرة والعمل صنع الإنسان كافة مظاهر الحضارة من لغة ومدنية سياسية واجتماعية، كما صنع فنونه وآدابه ومعتقداته الدينية. في الفكر السفسطائي تميز بسمتين بارزتين: أولهما أنهم تقنيون يتباهون بمعرفة جميع الفنون والصنائع النافعة للإنسان. والثانية هي طول الباع في " علم البيان" و "فن الخطابة"، حيث يعلمون الدارسين لديهم كيف يستحوذون على مسامع السامع ويفوزون بعطفه.

## النوع الثاني: الخطابةالسفسطائيةوانزلاقات المعنى:
لم يكن السفسطائيون مدرسة فلسفية لهم آراء خاصة تربطها عقيدة فلسفية " ك الفيتاغوريين " و " الايليين " بل كانوا مجموعة من المعلمين متفرقين في بلاد اليونان فكانوا يتنقلون من بلد لآخر لإلقاء المحاضرات وأخذ أجر على تعليمهم، يعد السفسطائيون مؤسسي "علم البلاغة" فقد اهتموا بتعليم طلابها البيان والإلقاء و الجدال لتسكيت خصومهم أو باللعب بالألفاظ وتمويه الحقيقة.
فقد عبرت السفسطائية كحركة فلسفية عن هذا التغيير وطبيعة تحوله الذي ميز الحياة الاجتماعية و السياسية في اليونان عبر اهتمامهم باللغة والخطابة والبلاغة، من هذا الجانب يجب الاعتراف بأن الحركة السفسطائية هم أول الواضعين الحقيقي لعلم الخطاب .
ومن هنا أصبحت بالنسبة لهم الفن الحقيقي والأسلوب الصحيح في التفكير حيث يرى "جورجياس" أن المعرفة الحقيقة هي المتمثلة في الخطابة و بالنسبه ل "ترايماخوس" أصبحت تعني النظرة في الوجود و السياسة و عند "اتيفون" أصبحت تعني طب النفوس و الطريقة التي ترتفع بها الحياة الباطنية ارتفاعا كبيرا.

#### من مميزاتالسفسطائية:
اولا: الثورة التي أحدثتها طريقة الحوار والخطاب والقول وبنية العقل.
ثانيا: اما "اللوغوس" فقد كان القول عند من سبقهم بالفلسفات مرتبطا بالاسطورة و لكن عندما ظهرت السفسطائية قدمت الى "اللوغوس" مفهوما آخر وأصبح الكلام متموجاً ومختلفاً بعدما كان موحدا للحقيقة.
ثالثا: أصبح السفسطائي فنانًا ومضللًا ومخادعًا و لم يعد ينطوي الكلام على الحقيقة فقط بل أصبح أداة إقناع واقتناع تجعلنا أن نعتقد ونظن بوسائل مختلفة دون أن تعطي اهتمام للحق و الباطل , فقد أصبح يفسر الكلام ويميز فيه الحقيقة عن الباطل هكذا تتبين لنا مكانة اللغة و البلاغة (الخطابة) في التفكير السفسطائي , أن هذه الحركة الفكرية و السياسية حولت موضوع الفكر اليوناني إلى موضوع كلام لتمييز الدال عن المدلول بما أن المحسوسات لا تنقل من شخص لآخر.
إذن ما يتميز به السفسطائيون هو تقديسهم للكلمة حيث صارت الخطابة عندهم فن له سلطة مثل سلطة الدواء والسحر.
أما الخطابة ك علم او فن , مجرد تقنية يمكن أن تنتج الرأي الصحيح أو الخاطئ وبالتالي فإن مهارة السفسطائيين تكون في إما لتبرير رأي متناقض أو لإكره الغير على الظهور بمظهر مضحك، اذ اشتهروا بمهاراتهم في هذا الفن " المغالطة". ويقال أن "بروتاغوراس" كان يتفاخر بقدرته أن يجعل الحجة الأسوأ تبدوا وكأنها الاحسن لان الخطاب والبلاغة السفسطائية اقتضتها الظروف السياسية كمان ان الذي يمتلك اللغة والبلاغة يمتلك السلطة وهكذا تعتبر السفسطائية فناً حقيقياً ونظره في السياسة وإشباع للنزعة الفردية التي تحررت من المطلقية.

## النوع الثالث: الخطاب السفسطائي أداة مرجعية لمنطق "أرسطو"
إن المنطق من الناحية التاريخية كان مرتبطاً بالنحو، أي اللغة اليونانية .
و قد بدأت البذور الأولى له في أبحاث السفسطائيين الخاصة باللغة والبلاغة، أي الخطابة. فقد أرجعوا التصور أو المعنى إلى اللفظ، مما يسر لهم أن يجعلوا الجدل وسيلة للانتصار على الخصم، و فن الإقناع في نظرهم هو فن التفكير ومعنى هذا أن السفسطائيين قد بحثوا باللغة فأدى بهم ذلك إلى المنطق، وذلك إما لتبرير رأي متناقض وإما للسخرية من الغير.
إن عصرهم هو عصر المكائد المنطقية، لهذا اعتبرت الحركة الفكرية السفسطائية عتبة للفكر الفلسفي والمنطقي، بشهادة العديد من المدارس الفلسفية، أهمها تلك الإشادة لجماعة فيينا
(الوضعية المنطقية)، بفضل السفسطائية في نشأة المنطق الوصفي. فنشأة المنطق ترجع في أساسها لفن الخطابة.
كان السفسطائيون يستهلون خطبهم بإثارة القضايا العامة ثم ينتقلون منها إلى الأمور الخاصة التي يريدونها. وهنا نجد الشبه قوياً بين نقطة البدء في منطق "أرسطو" وما كان يفعله السفسطائيون في خطبهم، وهو الإنتقال من العام إلى الخاص أو من الأمور الكلية إلى الأمور الجزئية. هذا ما يُعرف بـ "مبحث الاستدلال" الذي هو جوهر المنطق عند "أرسطو"
والدليل على علاقة الخطابة بالمنطق أن "أرسطو" اعتبرها من ملحقات الأورغانون، حيث خصها بمؤلف هو كتاب "ريطوريقا".
ومن الأمثلة على ذلك قولنا:
- إذا ذهبت إلى السوق صرفت نقودك.
- وإذا مكثت بالبيت شعرت بالسامة.
- ولكن إما أن تذهب إلى السوق أو تمكث في البيت.

إذن: إما أن تصرف نقودك أو أن تشعر بالسأم. إذن الحركة الخطابية عند السفسطائيين كانت قائمة على مثل هذا النوع من الأقيسة، فهي مهمة جدا في واقع الحياة، مما حفزهم (السفسطائيين) على ضرورة الاشتغال بالمحاماة.
حيث مكنتهم الأوضاع السياسية من ذلك (الحكم الديمقراطي).
يذهب مؤرخو المنطق إلى أن أشهر هؤلاء السفسطائيون وهو "بروتاغوراس"، كان قد استخدم قياس الإحراج في قضية رفعها ضد أحد تلامذته، الذي تعهد لأستاذه الذي علمه القانون، أن يدفع القسط الثاني من المصروفات عندما يكسب أوّل قضية له أمام المحاكم في أثينا، ولكن التلميذ لم يف بالوعد وكانت مرافعته باستخدامه قياس الإحراج كالآتي:
- إذا خسر التلميذ القضية وجب عليه أن يدفع القسط الثاني بمقتضى حكم المحكمة.
- وإذا ربح التلميذ القضية وجب عليه دفع القسط الثاني بموجب الاتفاق الموقع بينه وبين "بروتاغوراس" أستاذه السابق.  ولكن التلميذ إما أن يكسب القضية أو يخسرها.

إذن في كلا الحالتين وجب على التلميذ دفع القسط الثاني لأستاذه "بروتاغوراس".
ولكن التلميذ رد على أستاذه بإحراج مضاد وكانت مرافعته
كالآتي:
- إذا كسبت هذه القضية أمام المحكمة فسوف لن أدفع شيئا بمقتضى حكم المحكمة.
- ولكن إذا خسرتها فلن أدفع شيئا بمقتضى الاتفاق المبرم بيني وبين أستاذي، لأنه اشترط علي أن أدفع فقط في حالة كسب أول قضية أرفعها وها أنذا قد خَسَرْتُها.
- ولكن إما أن أكسب القضية أو أخسرها.

إذن :فلن أدفع شيء في كلا الحالتين
وهكذا، يتبين لنا مدى منطقية الخطاب السفسطائي، حين اعتماده على هذا النموذج من الأقيسة في مجادلة الخصم أمام المحاكم وحتى في القضايا السياسية وفي واقع الحياة اليومية، حيث يتم حصر الخصم في مجال ضيق جدا، مما يجعله يقبل بالنتيجة، وهذا نظراً لقوة الحكم المنطقي
فقد كتب "بروتاغوراس" مؤلفاً خاصاً بعنوان "فن الجدل"، حيث طبق الأسلوب المعروف بـ "المنهج السقراطي"
وخلاصة القول، نؤكد أن السفسطائيين عند وضعهم لـ "نظرية البلاغة"، اضطروا إلى تناول قضايا ومشكلات المنطق من زاوية المناقشة وقد كرس "بروتاغوراس" لذلك مؤلفه "فن الإقناع"، وهو أول من استخدم المحاورة.

## النوع الرابع: النزعة المنطقية و تجليات الخطاب اللغوي عند "سقراط":
ما يجب التلميح إليه كوسيلة لدراسة طريقة الخطاب اللغوي عند سقراط وهو شخصية كما روت الدراسات الفلسفية , تعتبر عن نهاية مرحلة وبداية مرحلة جديدة من مراحل تطور الفكر اليوناني . فقد علمنا أن السفسطائيين فقد أثاروا أزمة حول طبيعة المعرفة باعتبارها مرتبطة بالذات الانسانية. مما أدى إلى تشكيك الآخرين في عقائدهم وعلومهم. وبما أن السفسطائيين كانوا يتلاعبون بالألفاظ، فإن "سقراط" بدء بالعمل بفن الحوار أو فن توحيد المعاني.
هذا الأمر الذي رفعت الحركة السفسطائية، من خلال شعارهم: " الإنسان الفرد مقياس كل شئ "مما أدى الى شعور الحافظين من المجتمع الأثيني بخطورة هذا الوضع على الدين والأخلاق و النظم وأيضاً على الفكر اليوناني أي على الفلسفة. لقد تذكرت الذهنية اليونانية  للهجوم الذي أشعله السفسطائيون على فلسفتهم، مما أجبرهم إلى إعادة النظر فيها من أجل فحصها ونقدها وإعادة بنائها على أسس منطقية، وهنا تبين دور "سقراط" (حوالي 469-399 ق.م) الذي كان خصماً صعباً و عنيداً للسفسطائيين، برغم أنه اتبع نفس طريقتهم في محاربة فكرهم عن طريق التجوال في الأسواق و مجادلة الآخرين على قارعة الطريق كي يرفع عنهم ستار الجهل و يعلمهم الحكمة الصحيحة دون اخذ أجرا كما يفعل السفسطائيون.
يقول بعض المؤرخين أن شخصية "سقراط" شخصية خرافية كونها خيال "أفلاطون" و "ارستوفان" صاحب رواية السحب.